# 阿特蘭蒂達省
阿特蘭蒂達省（西班牙語：Atlántida）是宏都拉斯的一個省，位於該國北部，北為加勒比海。面積4,251平方公里，2005年人口372,532人。首府拉塞瓦。
1902年建省，由科隆省、約羅省、科爾特斯省析出部份土地組成。下分九個自治市。